# Langst-Kierst

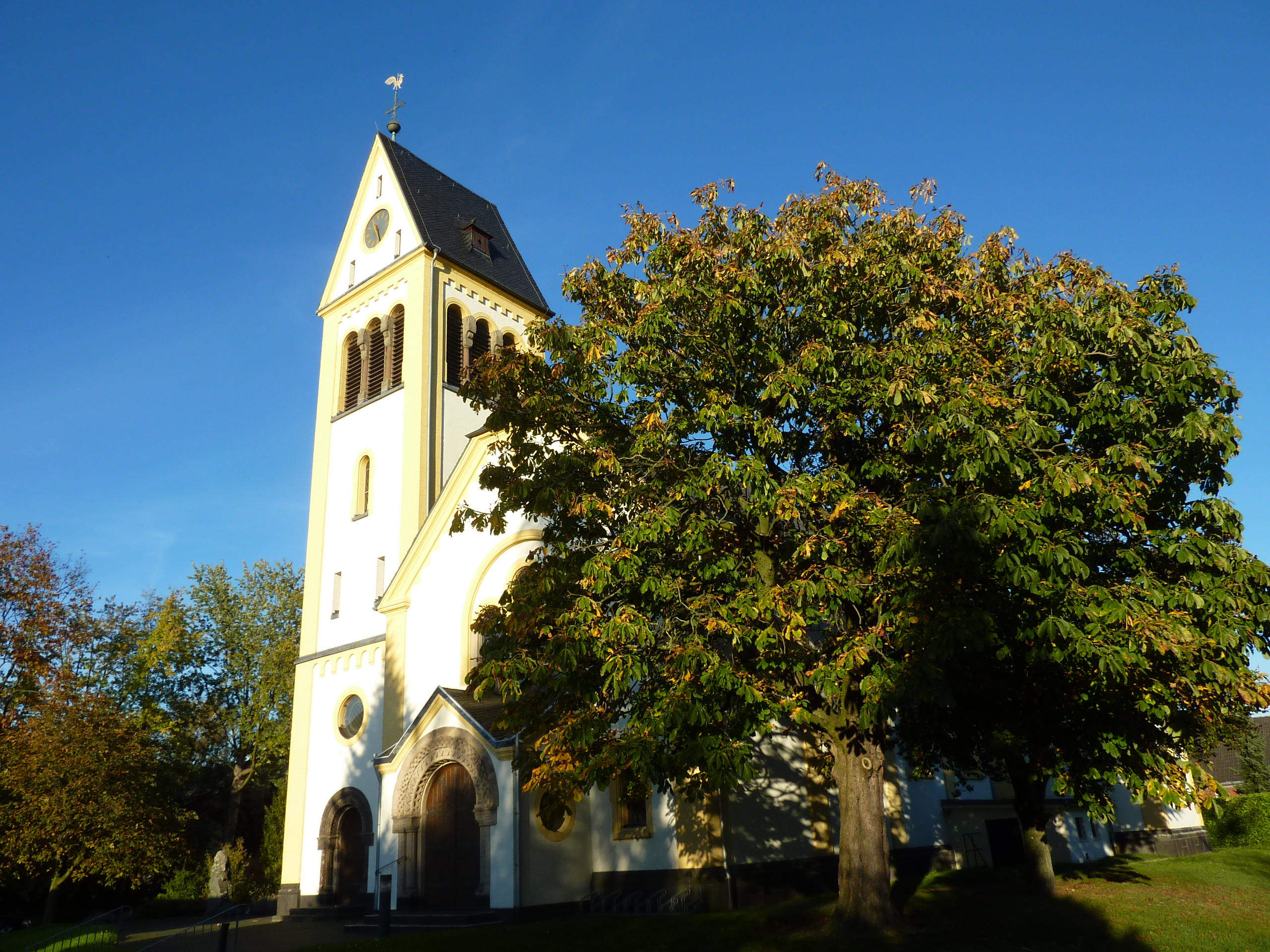
Langst-Kierst Kirche St. Martin

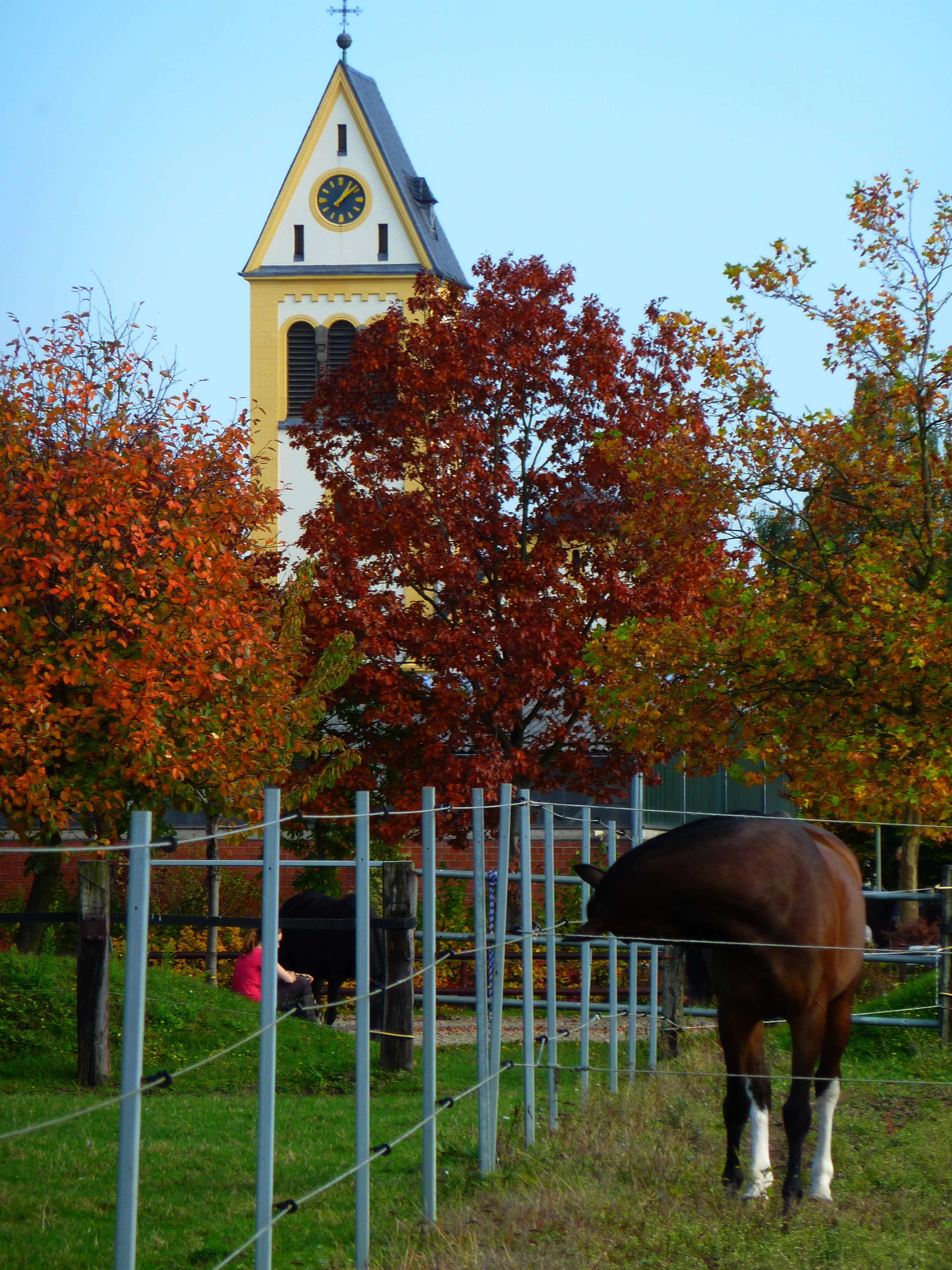
Langst-Kierst

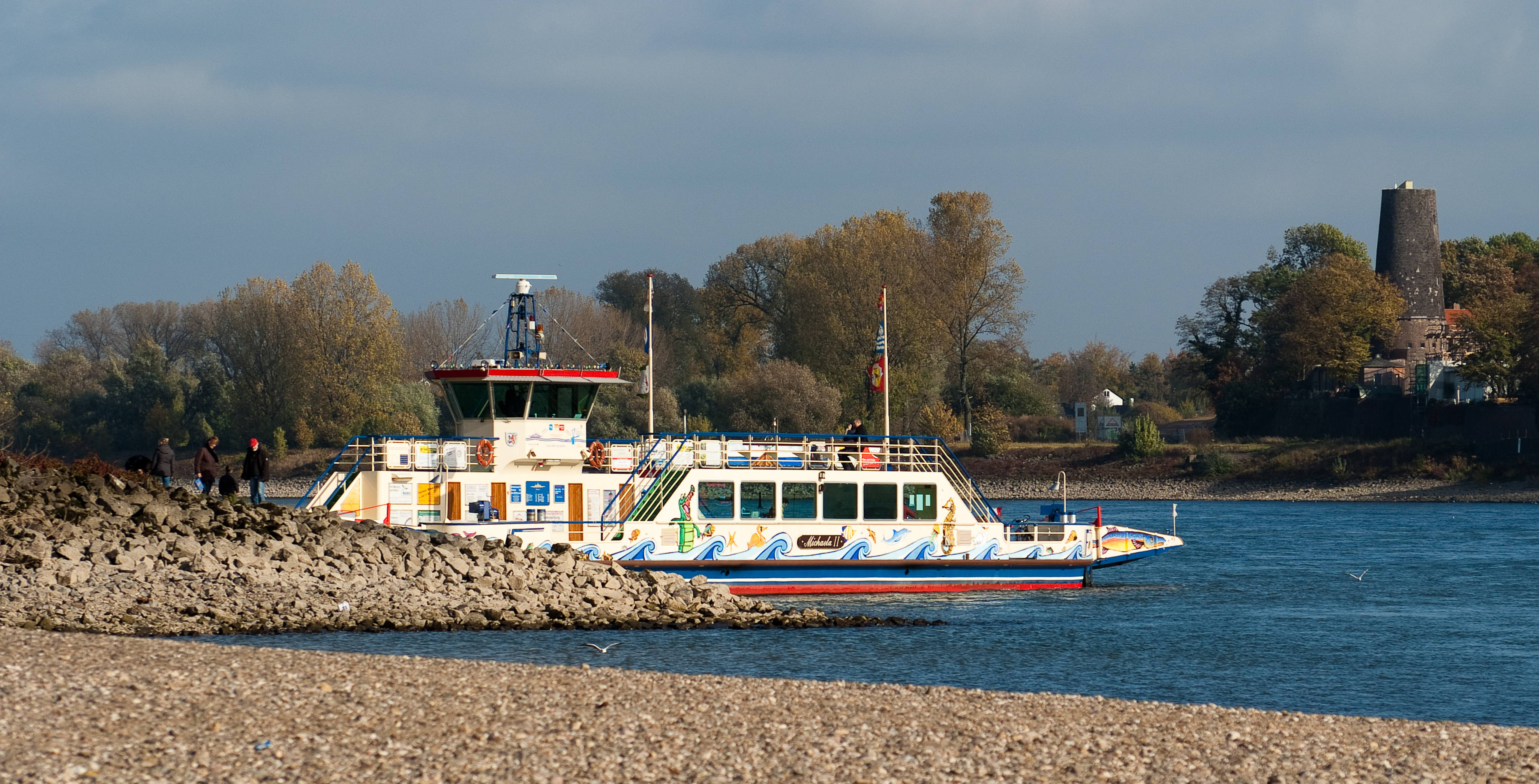
Rheinfähre nach Kaiserswerth

Langst-Kierst ist ein Ortsteil von Meerbusch in Nordrhein-Westfalen mit ca. 1.100 Einwohnern.

## Geschichte
Die erste urkundliche Erwähnung erfolgte im Jahre 904. Somit konnte im Jahre 2004 bereits das 1100-jährige Bestehen der kleinen Gemeinde gefeiert werden.
Von 1392 bis 1794 gehörten Langst und Kierst zum kurkölnischen Amt Linn.      
Langst-Kierst wurde am 1. Januar 1970 nach Meerbusch eingemeindet. Der Landtag von Nordrhein-Westfalen beschloss 1974 die Auflösung der Stadt Meerbusch und die Aufteilung von Langst-Kierst auf die Städte Krefeld (Hauptteil) und Düsseldorf. Die Stadt Meerbusch erwirkte jedoch beim Verfassungsgericht in Münster die Aussetzung des Auflösungsbeschlusses. Der Landtag von Nordrhein-Westfalen bestätigte daraufhin 1976 die Existenz der Stadt Meerbusch.
Über die Region hinaus ist Langst-Kierst vor allem durch die Fährverbindung nach Kaiserswerth über den Rhein bekannt. Diese Verbindung hat jedoch mit Einweihung der Flughafenbrücke im Jahre 2002 an Bedeutung verloren.

## Sehenswürdigkeiten
Markante Punkte im Ort sind z. B. die im romanischen Stil erbaute und 1911 dem hl. Martinus geweihte Kirche; das Rheinhotel „Vier Jahreszeiten“, vormals unter dem Namen „Haus Niederrhein“ bekannt; das Haus Gummersbach, ein denkmalgeschütztes Wohnhaus; sowie der Gutshof „Haus Kierst“, auf dem der gleichnamige Reiterverein beheimatet ist.

## Vereine
Weitere Vereine in Langst-Kierst sind die St.-Martinus-Schützenbruderschaft von 1858, der Radfahrverein Triumph von 1920, die Löschgruppe Langst-Kierst der Freiwilligen Feuerwehr von 1921 und der 1973 gegründete Bürgerverein.